# Max Petitpierre

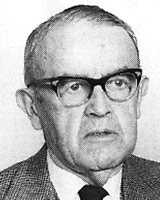
Max Petitpierre

Max Petitpierre (* 26. Februar 1899 in Neuenburg; † 25. März 1994 ebenda) war ein Schweizer Politiker (FDP) aus dem Kanton Neuenburg. Als Bundesrat war er Aussenminister und bekleidete dreimal das Amt des Bundespräsidenten.

## Leben
Max Petitpierre machte seinen Studienabschluss an der Universität Neuenburg. Danach erwarb er 1922 das Anwalts- sowie 1925 das Notariatspatent und übernahm im gleichen Jahr die väterliche Kanzlei. Ab 1926 lehrte er an der Universität Neuenburg und war seit 1932 Professor für internationales Zivil- und Privatrecht. Seine politische Laufbahn begann 1937 als Abgeordneter im Grossen Rat des Kantons Neuenburg und 1940 als Parlamentarier der Stadt Neuenburg. Seinen Kanton vertrat er 1942–1944 im Ständerat.
Die Vereinigte Bundesversammlung wählte Max Petitpierre als Nachfolger von Marcel Pilet-Golaz am 14. Dezember 1944 im ersten Wahlgang in den Bundesrat. Von seinem Vorgänger und Parteikollegen übernahm er am 1. Februar 1945 das Eidgenössische Politische Departement. Das Parlament bestätigte ihn 1947, 1951, 1955 und 1959 im Amt. Er war 1949 Vizepräsident des Bundesrates und 1950 Bundespräsident. Infolge der Rücktritte der Vizepräsidenten Josef Escher und Giuseppe Lepori wurde er 1955 und 1960 direkt Bundespräsident. Nach dem Ausscheiden von Philipp Etter aus dem Bundesrat war er 1960–1961 amtsältestes Mitglied der Regierung. Aus gesundheitlichen Gründen trat er auf den 30. Juni 1961 zurück.
Seine Heimatorte war Neuenburg und Couvet. Er war Mitglied der Zofingia. Sein Sohn, Gilles Petitpierre, wurde ebenfalls Rechtsprofessor und Politiker.

## Aussenpolitik

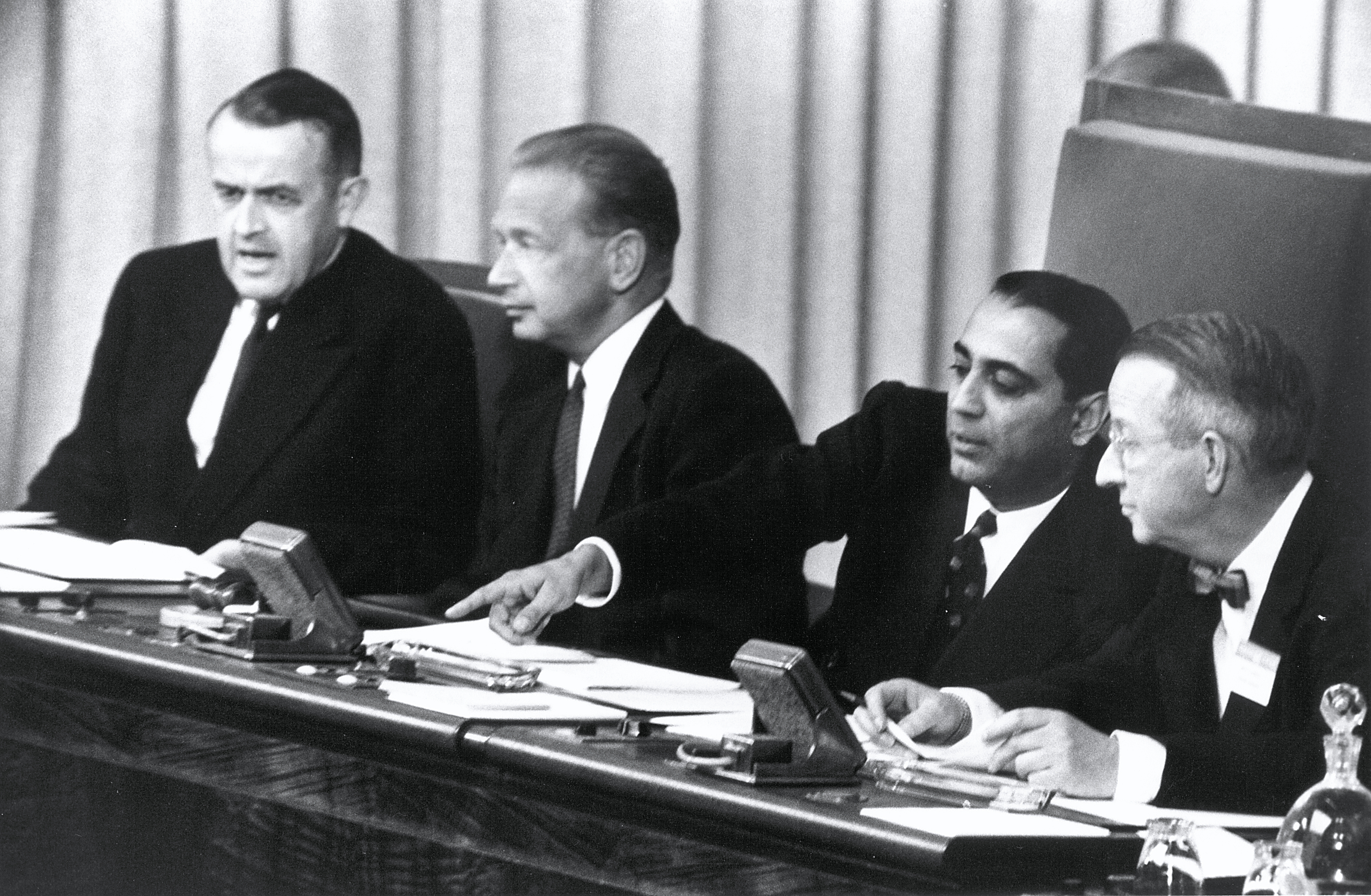
Max Petitpierre (links) neben UNO-Generalsekretär Dag Hammarskjöld, Homi J. Bhabha und Walter G. Whitman (1955)

Nach dem Krieg misstrauten die Siegermächte der Schweiz, welche die wirtschaftlichen Beziehungen mit dem Deutschen Reich bis zu dessen Zusammenbruch aufrechterhalten hatte. Max Petitpierre versuchte diese aussenpolitische und wirtschaftliche Isolation zu durchbrechen. Nach zähen Verhandlungen wurden 1946 mit den Alliierten das Washingtoner Abkommen geschlossen und die diplomatischen Beziehungen zur Sowjetunion wieder aufgenommen.
Petitpierre richtete die Schweizer Aussenpolitik neu aus, die bis zum Ende des Kalten Krieges wegweisend war und in ihren Grundzügen noch heute Gültigkeit besitzt. Mit Hilfe der Neutralität sollte weiterhin die Unabhängigkeit der Schweiz gewährleistet werden. Der Beitritt zu politischen Organisationen und Militärbündnissen war im Gegensatz zur wirtschaftlichen Zusammenarbeit ausgeschlossen. Gleichzeitig sollte mit der Solidarität die guten Dienste der Schweiz hervorgehoben werden. Die Schweiz trat deshalb in Sonderorganisationen der UNO ein, leistete humanitäre Hilfe und machte erste Versuche in der Entwicklungshilfe.
Am 17. Januar 1950 gelang Petitpierre überraschend schnell die Anerkennung der Volksrepublik China durch die Schweiz. Die Eidgenossenschaft war damit nach Grossbritannien, Dänemark, Norwegen und Schweden das fünfte westliche Land mit diplomatischen Beziehungen zu Rotchina.

## Wahlergebnisse in der Bundesversammlung
- 1944: Wahl in den Bundesrat mit 122 Stimmen (absolutes Mehr: 114 Stimmen)
- 1947: Wiederwahl als Bundesrat mit 201 Stimmen (absolutes Mehr: 104 Stimmen)
- 1948: Wahl zum Vizepräsidenten des Bundesrates mit 208 Stimmen (absolutes Mehr: 105 Stimmen)
- 1949: Wahl zum Bundespräsidenten mit 195 Stimmen (absolutes Mehr: 100 Stimmen)
- 1951: Wiederwahl als Bundesrat mit 192 Stimmen (absolutes Mehr: 101 Stimmen)
- 1954: Wahl zum Bundespräsidenten mit 197 Stimmen (absolutes Mehr: 105 Stimmen)
- 1955: Wiederwahl als Bundesrat mit 157 Stimmen (absolutes Mehr: 85 Stimmen)
- 1959: Wiederwahl als Bundesrat mit 213 Stimmen (absolutes Mehr: 111 Stimmen)
- 1959: Wahl zum Bundespräsidenten mit 179 Stimmen (absolutes Mehr: 99 Stimmen)